# 圣儒利安堂 (费拉拉)
圣儒利安堂（San Giuliano）是意大利费拉拉的一座小型罗马天主教教堂，哥特风格，位于埃斯特城堡西南角的城堡小广场（Piazzetta delle Castello）。

## 历史
该堂原本位于埃斯特城堡的所在地。1385年，为修建城堡，该堂和整个社区一起被夷为平地。随后在1405年，该堂按照原来的哥特式建筑风格重建。
该堂的立面和窗户都很窄。一个奇特的浮雕描绘圣儒利安的生活的离奇情节，他在不知不觉中杀害他的父母。
教堂的祭台为酒店业者、金匠、鱼贩，屠夫和餐馆业主以及记者所供奉。